# Свети Димитър (Горно Дивяци)
„Свети Димитър“ (на македонска литературна норма: „Свети Димитриј“) е възрожденска православна църква в крушевското село Горно Дивяци, югозападната част на Северна Македония. Част е от Крушевско-Демирхисарската епархия на Македонската православна църква – Охридска архиепископия.

## География
Църквата се намира в самото село Горно Дивяци, на около 9 километра северозападно от Крушево.

## История
Според надписа от западната вътрешна страна, църквата е изписана в 1884 година от зограф Станко от Крушево. Изхождайки от ктиторския надпис, може да се предположи, че храмът е построен в същата година или по-рано. Според писмените източници, които предоставят документите от възстановяването на Охридската архиепископия, църквата е построена между 1869 и 1875 година.

## Галерия
- Камбанарията
- Поглед към църквата
- Поглед към църквата
- Селските гробища
- Апсидата
- Задният дял на църквата
- Входната порта